# Hans Böblinger

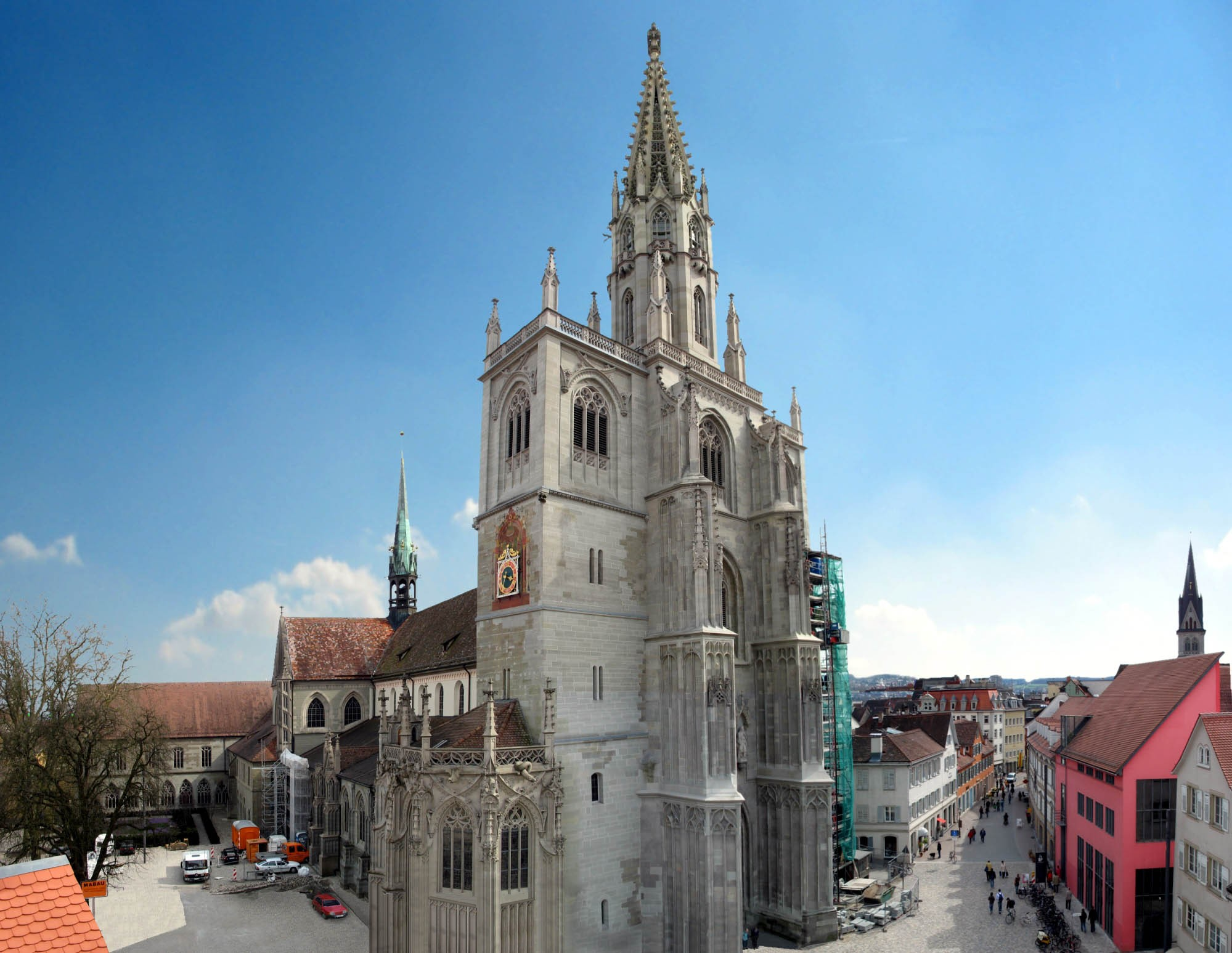
Konstanzer Münster

Hans Böblinger (* um 1410, vermutlich Böblingen; † 4. Januar 1482 in Esslingen am Neckar), auch Beblinger, war der Gründer des schwäbischen Baumeistergeschlechts der Böblinger im 14. und 15. Jahrhundert.

## Werk
Hans Böblinger war der erste des Baumeistergeschlechts dessen Name und Steinmetzzeichen im Jahre 1435 auf einem Riss als Entwurf eines Sakramenthäuschens des Konstanzer Münsters dokumentiert ist. Des Weiteren ist ein Entwurf für einen Tabernakel durch ihn gezeichnet. Ferner war er nach Chronistenaussagen am Münsterbau in Überlingen beteiligt. 1436 war er am Bau der Frauenkirche in Esslingen tätig und nach dem Tod von Baumeister Hans Hülin wurde er vom Rat der Stadt auf Empfehlung des damaligen Kirchenbaumeisters Matthäus Ensinger zum Polier angestellt. Bereits 1440 wurde er zum Werkmeister benannt. Danach blieb Ensinger dortiger Baumeister. 1456 wurde er auf Lebenszeit zum Kirchenbaumeister ernannt und wurde von allen Abgaben wie Steuer und für die Zunft befreit. Sein Polier hieß Hans Gugelin.

Von 1464 bis 1466 soll er den Kirchturm an der Martinskirche von Möhringen gebaut haben.

## Leben
Dass er in Böblingen geboren wurde, ist aufgrund der Namensnennung anzunehmen. Wo er den Beruf des Steinmetzen und Steinbildhauers erlernte, ist nicht bekannt. 1440 heiratete er in Esslingen Ursula Koch. 1445 verkaufte er den Hof seines Schwiegervaters mit seinen Schwägern. Er nahm 1459 an der großen Dombaumeisterversammlung in Regensburg und 1465 in Speyer teil. Er hatte vier Söhne Matthäus, Marcus, Lux und Dionysius. Seine Söhne Matthäus und Marcus begleiteten ihn als Gesellen zur Dombaumeisterversammlung in Straßburg 1472. Hans Böblinger war hochgeachtet. Auf dem Steinmetztag in Heilbronn von 1468 war er Schiedsrichter und in Speyer unterschrieb er als zweiter die beschlossene Bauhüttenordnung der Steinmetzen.